# (904) Rockefellia
(904) Rockefellia – planetoida z pasa głównego asteroid okrążająca Słońce w ciągu 5 lat i 65 dni w średniej odległości 2,99 au. Została odkryta 29 października 1918 roku w Landessternwarte Heidelberg-Königstuhl w Heidelbergu przez Maxa Wolfa. Nazwa pochodzi od Johna Rockefellera (1839–1937), amerykańskiego przedsiębiorcy i filantropa. Przed nadaniem nazwy planetoida nosiła oznaczenie tymczasowe (904) 1918 EO.